# Абаев, Генрих Николаевич
Ге́нрих Никола́евич Аба́ев (2 ноября 1932 года, Баку — 7 сентября 2014 года) — доктор технических наук (1971), профессор (1981), работал заведующим кафедрой в «Полоцком государственном университете» с 1988 по 2007 годы.

## Биография
Родился в 1932 году в Баку, где окончил среднюю школу и Азербайджанский индустриальный институт им. М. Азизбекова. Затем работал в АЗ НИИ Н. П., ВНИИолефинов (Баку), НИИ МСК (Ярославль), ВНИИполимеров (Дзержинск, Горьковская обл.), ВНИИбиотехника (Москва).
С 1972 года совмещал работу инженера во ВНИИ с преподавательской деятельностью в ярославском ВУЗЕ. После защиты докторской диссертации (1971) был утверждён и начал работать также членом специализированного Совета (по защите докторских диссертаций) ВАК СССР.
В период работы в России (Ярославль) изобретения Г. Н. Абаева были внедрены: в технологическом процессе синтеза бутилкаучука; двухстадийного дегидрирования парафинов С4-С5; процессе гидратации изобутилена на формованных катионитах. За внедрение новых технических решений в производство награждён правительственными наградами и почётными знаками: медалью «За доблестный труд» (1980); «За трудовую доблесть в честь столетия В.И. Ленина» (1970); «Ветеран труда», а также бронзовыми медалями ВДНХ СССР и значками «Отличник соцсоревнования», «Отличник Миннефтехимпрома СССР», «Изобретатель СССР» (1980).

## Научная деятельность
Основные направления и наиболее значимые результаты научной деятельности связаны с моделированием химико-технологических и биотехнологических процессов: «кипящий» слой и пневмотранспорт; окислительный аммонолиз пропилена; бутилкаучука струйное аэрирование; синтез волокна «Нитрон» минидистилляция нефтепродуктов; ферментация.
Подготовил 29 кандидатов технических наук, из них 15 в РБ (УО «ПГУ») и 17 магистров технических наук; трёх докторов технических наук.
Является основоположником новых для Белоруссии учебных курсов ВУЗов: «Моделирование процессов химической технологии» и «Ресурсо- и энергосбережение». По последней тематике им впервые в РБ в 1997 г. была организована и проведена МНТК «РЭК-нефтехим» в ПГУ г. Новополоцк.
В 1993 году в ПГУ им впервые был сформирован учёный совет по защите диссертации на соискание учёной степени кандидата технических наук, где он стал первым председателем.
В 2000 году заключил международный контракт (как основной автор изобретения) с французской фирмой ISL по созданию прибора для экспресс-анализа нефтепродуктов. С 2002 года в УО «ПГУ» поступают ежеквартально денежные вознаграждения (роялти) от продаж прибора в 13 странах мира, где он был запатентован.
До последнего года жизни Генрих Абаев вёл активную творческую и научную деятельность со студентами, аспирантами ПГУ.

## Основные труды
Общее количество научных публикаций — более 300. Наиболее значительные из них:
- Абаев Г. Н. Аэродинамика реакторов с неподвижным зернистым слоем/Г. Н. Абаев, В. С. Бесков//Химическая промышленность, № 11 — 1980, стр. 673—675.
- Абаев Г. Н. Компьютеризация в химической технологии/Г. Н. Абаев, О. Н. Жаркова, И. А. Димуду, А. В. Спиридонов//Химическая промышленность — № 1 — 1995, стр. 29-34.
- Абаев Г. Н. Расчёт коэффициента эжекции вертикальных свободных аэрированных струй/Г. Н. Абаев, М. Р. Муталибова, М. Л. Капитонова//Теоритические основы химической технологии, т. 26 — 1992, стр. 152—158.
- Абаев Г. Н. Закономерности гидродинамики массопереноса в струйных аппаратах/Г.Н, Абаев, Е. В. Чернявская//Инженерно-физический журнал, т. 74, № 3 — 2000.
- Пискун И. М. Тепловой насос с рабочим телом. Смесь паров воды и воздуха/И. М. Пискун, Г. Н. Абаев//Химическая промышленность, № 4 — 2010, стр. 194—203.
- Абаев Г. Н. Кинетика и моделирование при внедрении и повышении энергоэффективности биогазовых установок/Г.Н, Абаев, Р. А. Андреева, И. А. Ельшина//Химическая промышленность, № 5 — 2011, стр. 245—249.
- Абаев Г. Н. Развитие методов анализа фракционного состава нефтепродуктов/Г. Н. Абаев Е. В., Кушнир, А. В. Дубровский и др.//Промышленный сервис, № 3 — 2013, стр. 15-21.

## Изобретения, патенты
- Способ автоматического определения фракционного состава жидких нефтепродуктов, выкипающих до 400ºС и устройство для его осуществления/ Абаев Г. Н., Спиридонов А. В., Клюев А. И., Арапов В. В.//ВУ 3-ка № 199980801 от 26.08.1998, в 01№ 7/14, Оф. бюл. № 1, 30.03.2000, стр. 97-98.
- Способ определения показателей дистилляции жидких нефтепродуктов с помощью экспресс-минидистилляции и прибор для его осуществления/Абаев Г. Н., Андреева Р. А., Урванцев В. В., Спиридонов А. В., Колесник В./Заявка № 2815413. Fr.; №нац. рег. 0013270 от 17.10.2000 публ. 19.04.2002, Bul/ 2002/16;Cl7: 01№ 25/14; 601№ 33/22, — стр. 26. (Внедрение прибора и способа анализа нефтепродуктов принесло УО «ПГУ» с 2002 г. более полумиллиона европейской валюты).
- Способ контроля и управления процессом сополимеризации акрилонитрила и метилакрилата/Г. Н. Абаев, О. С. Ярмолик, И. А. Мачульский, К. И. Каминский//Патент № 5961 ВУ, МПК7: С08F 220/44, 220/14, 605P24/00 Na 19980544 от 05.06.1998, опубл. 30.03.2004//Офиц. бюл. № 3, — 2003. (Внедрение на ОАО «Полимир» в 2000 г. на производстве «Нитрон», где в несколько раз был снижен выход волокна 2-го сорта).
- Компрессионный тепловой насос с рабочим телом. Смесь паров воды и воздуха; Пат. № 16833ВУ, МПК7F25B 30/02, F24D 11/02/ Г. Н. Абаев, И. М. Пискун// Заявка от 11.12.12, опуб. 28.02.2013. Офиц. бюл. № 1 — 2013, стр. 11.

## Награды и премии
Медаль «За доблестный труд» (1980 год); «За трудовую доблесть в честь столетия В. И. Ленина» (1970 год); «Ветеран труда», а также бронзовые медали ВДМХ СССР и значки «Отличник соцсоревнования», «Отличник Миннефтехимпрома СССР», нагрудный знак «Изобретатель СССР»

## Память
В 2017 году в честь Генриха Абаева была открыта памятная доска в Полоцком государственном университете.